# Osmeridae
Osmeridae é uma família de pequenos peixes da ordem Osmeriformes que habitam os oceanos Atlântico e Pacífico. Algumas espécies são comuns nos Grandes Lagos da América do Norte, e nos lagos e mares do norte da Europa. É conhecido no Brasil como peixe-rei, sendo mais popu
lar na região Sul onde o uso para fins alimentícios é mais comum no litoral.